# Манастир Режевићи
Манастир Режевићи је манастир Српске православне цркве из 13. вијека и припада Митрополији црногорско-приморској.
Игуман манастира од 1969 - 2006 био је архимандрит  Мардарије Шишовић.

## Историја
Манастирски храм саградио је Стефан Првовенчани и посвећен је Успењу Пресвете Богородице. Други храм по предању изградио је цар Душан и посвећен је Светом Стефану. Средином XVI вијека, обе храма су опљачкана и разорена.
1714. године у манастир долази проигуман Максим Косијеревац, из манастира Косијерева, који је обновио обе цркве и основао манастир. Његов рад наставио је Никодим Вуковић који је 1770. године подигао већу цркву посвећену Светој Тројици а која је потпуно довршена од стране јеромонаха Димитрија Перазићa 1814. године.

Стара црква Успења грађена је на свод, има звоник на преслицу са једним окном. Унутрашњост је живописана. Иконостас је рад Алексија Лазовића Бјелопољца у српско-византијском стилу пренесен је из сусједне цркве Св. Тројице. У цркви је гробница у којој су сахрањивани калуђери манастира до краја 19. вијека. Одмах до ње, налази се већа црква Св. Тројице која је грађена у облику крста, а иконостас је рад паштровског сликара Марка Греговића. Црква има велики четвороугаони звоник који је висок 24 метра и који се завршава зашиљеним кровом покривеним каменим плочама.
Босанска вила (Дионисије Миковић) је писала о овој светој обитељи.
Садашњи игуман манастира је јеромонах Козма (Митровић). 
Манастирске фреске су оштећене јула 2016. године поливањем црвене фарбе.